# Pik As (Schiff, 1924)
Pik As war der erste Name eines Fahrgastschiffes, das möglicherweise sehr oft umgetauft wurde. Zu seiner Geschichte existieren aber Quellen, die einander widersprechen.

## Geschichte
Das Schiff wurde 1924 auf der Werft der Gebrüder Winkler in Rüdersdorf gebaut und fuhr zunächst für den Berliner Reeder Otto Schmidt unter dem Namen Pik As. Schmidt hatte wenige Jahre zuvor, 1921, sein Motorschifffahrtsunternehmen mit der Forelle begonnen. Als seine Anlegestelle an der Schillingbrücke der U-Bahn weichen musste, zog er samt dem alten „Dampferhäuschen“ aus der Zeit seines Großvaters zur Kottbusser Brücke um. Innerhalb kurzer Zeit legte er sich vier Schiffe zu, die nach den Assen im Kartenspiel benannt wurden. Er erneuerte aber seine Flotte in kurzen Abständen und pflegte auch Schiffe umzubenennen, sodass mitunter Verwechslungsgefahr besteht.
Die Pik As gehörte zu den frühesten Dieselmotorschiffen unter den Berliner Fahrgastschiffen. Sie war mit einer Dampfheizung ausgerüstet und wurde auch als „Winter-Salon-Motorschiff“ vermarktet. Die erste Deutschland der Gebrüder Winkler ähnelte der Pik As stark und war wie diese mit Marmortischen ausgestattet. Die Pik As besaß einen 75-PS-Dieselmotor und war für 260 Personen zugelassen. Kurt Groggert geht offenbar davon aus, dass diese Pik As 1931 noch in Schmidts Besitz und damals für 240 Fahrgäste zugelassen war. Ebenso führt er die Pik As als 1935 noch in Schmidts Flotte befindlich. Er scheint davon überzeugt zu sein, dass die erste Pik As relativ nahtlos durch die 1938 gebaute Pik As ersetzt wurde, und erwähnt ihren Verkauf um 1937/38, ohne anzugeben, wer der Käufer war.
Laut Uwe Giesler verkaufte Schmidt das Schiff dagegen schon 1928 weiter. Gieslers Aufzeichnungen nach verlief die Geschichte des Schiffes wie folgt: Ernst Haas aus Oranienburg, der neue Besitzer, taufte die Pik As in Sommernachtstraum um. Auch bei Haas blieb das Schiff nicht lange: Albert Reedemann aus Berlin übernahm es 1933 und taufte es auf den Namen Bromberg. Noch im selben Jahr allerdings ging das Schiff erneut in andere Hände über und wechselte den Namen. Der neue Eigner namens Fahlenberg verlegte das Schiff nach Rathenow und nannte es Stolzenfels. Drei Jahre später, 1936, kam das Schiff zu Otto Knorr nach Oranienburg und erhielt den Namen Elbe. Herbert Grundmann in Weißenfels, der nächste Eigner, übernahm das Schiff 1941 und taufte es auf Freiheit II um. Nachdem die DDR gegründet worden war, erhielt das Fahrzeug die Nationale Schiffskennung 3-134. Die Freiheit II war 1949 noch für den Transport von 200 Personen zugelassen. Im Besitz der Familie Weiß in Senzig trug das Schiff ab 1952 nur noch den Namen Freiheit – ohne Zahlenzusatz. Es bekam die Registriernummer P-587, wurde um 1959 neu motorisiert und kam im Juni 1964 zum VEB Weisse Flotte in Berlin. Der neue Motor (6 KVD 14,5) hatte 87 PS. Das Schiff erhielt in Berlin die Kennung P-088. Es durfte nun nur noch 180 Personen befördern. 1970 erhielt es einen neuen Namen und fuhr fortan als Scharmützelsee. Die Zahl der zugelassenen Fahrgäste wurde nunmehr auf 163 reduziert. Die Scharmützelsee war bis zum Ende der Saison 1973 im Einsatz und wurde dann zur Verschrottung freigegeben. Das Schiff, dessen Länge Giesler ab dem Datensatz für 1970 mit 22,08 Metern angibt, ohne einen Umbau zu erwähnen, wurde im Jahr 1974 abgewrackt.
Groggert erwähnt ein Motorschiff namens Freiheit, das es „bis 1971 auf Oberspree und Dahme gegeben“ habe. Auch die Namensänderung von Freiheit in Scharmützelsee ist ihm bekannt, er stellt aber keine Verbindung zwischen dieser Freiheit bzw. Scharmützelsee und der Pik As her.
Auch zwei Schiffe namens Sommernachtstraum, nämlich die Schiffe Sommernachtstraum I und Sommernachtstraum II des Oranienburger Reeders Ernst Maaß, erwähnt er zwar, auch explizit für das Jahr 1931, identifiziert aber logischerweise diese Schiffe nicht mit der Pik As, die seiner Annahme nach ja bis etwa 1937 bei Otto Schmidt blieb. Vielmehr erklärt er, die beiden Schiffe namens Sommernachtstraum seien 1936 bei der Stern und Kreisschiffahrt zu Stolpe und Nedlitz geworden.
Die Annahme liegt nahe, dass der Oranienburger Reeder, dessen Namen Giesler mit „Ernst Haas“ angibt, mit dem von Groggert erwähnten, ebenfalls in Oranienburg ansässigen Ernst Maaß identisch ist. Da Groggert ein Faksimile einer alten Reedereiliste abbildet, auf dem der Name eindeutig „Maaß“ lautet, muss man wohl zumindest hier von einem Irrtum Gieslers ausgehen.